# 魅形底尾鱈
魅形底尾鱈，為輻鰭魚綱鱈形目鼠尾鱈科的其中一種，分布於中西太平洋海域，屬深海底棲性魚類，棲息深度可達924公尺，體長可達25公分，生活習性不明。

## 扩展阅读
維基物種上的相關：魅形底尾鱈